# 新境界文教基金會
財團法人新境界文教基金會（英語：New Frontier Foundation），簡稱新境界基金會，是民主進步黨捐助成立的智庫，1999年7月成立。目前董事長皆由民主進步黨主席兼任。

## 簡介
- 1999年7月15日，新境界文教基金會成立，首任董事長為民進黨主席林義雄，首任執行長為謝長廷。
- 2011年2月23日，新境界文教基金會成立兩個研究中心：「經濟與社會研究中心」（著力於國內各項社會與財經議題）及「安全與戰略研究中心」（負責處理國際政治及國家安全議題），以推動民進黨主席蔡英文「十年政綱」為首要目標[1]。
- 2012年7月，新境界文教基金會新設22個政策議題組：中國政策、國防、外交、行政效能、經濟與產業、財政與金融、農業、交通、土地與住宅、環保、科技、司法、社會福利、勞動、醫療保健、教育、文化、媒體與傳播、族群關係、性別議題、地方自治、民主憲政；邀請國內具相關專長的學者、專家或前政務官擔任召集人，成員近200人。

## 成員
| 董事長           |
| ---------------- |
| 賴清德           |
| 副董事長         |
| 邱義仁           |
| 林錫耀           |
| 童子賢           |
| 執行長           |
| 陳正然           |
| 副執行長         |
| 廖錦桂           |
| 王榆森           |
| 董事（第十四屆） |
| 王震緯           |
| 王俐容           |
| 沈國榮           |
| 李金龍           |
| 吳介民           |
| 林右昌           |
| 林萬億           |
| 林飛帆           |
| 何美玥           |
| 吳思瑤           |
| 張建一           |
| 郭智輝           |
| 陳靜敏           |
| 鄭清霞           |
| 鄭麗君           |

## 外部連結
- 新境界文教基金會官方網站 （页面存档备份，存于）